# MIM-72 Chaparral
MIM-72A/M48 Chaparral es un sistema antiaéreo de defensa aérea de baja cota que emplea misiles AIM-9 Sidewinder. El lanzador está basado en el chasis del M113. Entró en servicio en 1969 y fue dado de baja en 1998 en el Ejército de los Estados Unidos. Fue creado para usarse conjuntamente con el M163 VADS.

## Características generales (MIM-72A)
- Longitud: 2,90 m
- Diámetro: 0,127 m
- Velocidad: Mach 1.5
- Distancia: 500 m a 9000 m
- Altitud: 25 m a 4000 m
- Sistema de guiado: Pasivo con infrarrojos en algunos casos.
- Motor: MK 50  motor de cohete de combustible sólido (12,2 kN) por 4,7 s
- Cabeza explosiva: 12,2 kg MK 48

## Historia

### Antecedentes
En 1959 el Mando de Misiles y Aviación del Ejército de EE. UU. (MICOM) comenzó un programa para nuevos misiles antiaéreos, designado Defensa aérea de área avanzada. El misil fue conocido como MIM-46 Mauler.
El Mauler usaba un chasis M113, sobre el que se instaló una plataforma giratoria en forma de A equipada con 9 misiles y dos radares (uno de búsqueda y el otro de disparo). El funcionamiento se suponía iba a ser casi completamente automatizado, y los operadores solo tendrían que seleccionar el objetivo en la pantalla de radar y presionar el botón de disparo. Todo el proceso habría sido manejado por la computadora de control de fuego.
En las pruebas el Mauler demostró muchos problemas. La mayoría eran fáciles de solucionar, como el propulsor o las aletas de los misiles, pero otros, como la guía o el control de disparo, parecían mucho más difíciles de resolver. La estrategia del US Army era integrar un componente móvil de defensa aérea, y los retrasos en el desarrollo del Mauler pusieron en duda el programa entero. Más preocupante aún, los soviéticos pusieron en servicio una nueva generación de aviones de ataque. Por todo ello el programa Mauler se abandonó en 1963 y se exploraron otras alternativas.

### Llega el MIM-72
Cómo era necesario una solución rápida y no demasiado cara se pidió al MICOM que evaluara si el misil AIM-9 Sidewinder de la Armada podría cumplir la función buscada de armamento tierra-aire. Dado que estaba equipado con un buscador de infrarrojos no estaba sujeto a ser perturbado por ecos parásitos del suelo, como era el caso con el buscador de radar del Mauler. El lado negativo era que el misil requiria un poco de tiempo para fijar su objetivo, y los buscadores de entonces solo pidian seguir un objetivo por el calor emitido desde la parte trasera. El MICOM concluyó  que el Sidewinder podría convertirse rápidamente a su nueva función, pero con capacidades limitadas.
La Defensa Aérea Provisional de Área Avanzada se adaptó al Sidewinder. El principal problema era que a corta distancia el misil no tendría suficiente tiempo para enganchar a su objetivo antes de que desapareciera de la vista. Por tanto, era necesario diseñar un segundo vehículo para atacar los aviones en su aproximación. Se eligió un M113 equipadi con un cañón M61 Vulcan de 20 mm. Ambos sistemas debían ser dirigidos manualmente para apuntar, dado el excesivo tiempo necesario para que un sistema automático enganchara un objetivo y estableciera una solución de disparo. Ninguno de los sistemas tenía espacio para albergar ningún radar, por lo que se tuvo que desarrollar un sistema de radar separado equipado con un enlace de datos.
Los estudios se completaron en 1965 y comenzó el programa Chaparral , con la entrega de los primeros misiles XMIM-72A en 1967. FMC desarrolló el vehículo M730, derivado del popular M113. El primer batallón de Chaparral se desplegó en mayo de 1969 .
En 1966 se desarrolló un radar compacto de adquisición de objetivos, el radar de alerta de área delantera AN/PQ-49. Empleaba la banda D y su alcance de unos 20 km. debía mejorar las carencias del sistema Chaparral/Vulcan. También tenía un sistema de identificación amigo-enemigo (IFF) Mk.XII. Una sección radar consistía en tres hombres y un vehículo con su remolque.

### Evolución
La versión C de 1974 estaba equipada con un sistema de guía mejorado, una espoleta de proximidad más eficiente que emplea un radar doppler y una cabeza de combate rediseñada heredados del difunto programa Mauler. La versión C se desplegó desde 1976 hasta 1981, alcanzando el estado operativo en 1978. Durante un tiempo se consideró una versión mejorada D, pero nunca se puso en servicio .
También se desarrolló una versión naval, basada en la versión C del misil. El RIM-72C Sea Chaparral, nunca fue adoptado por la US Navy, prefirió llegado el momento el misil RIM-116 Rolling Airframe Missile, pero si fue exportado a Taiwán.
El Chaparral se opera manualmente, con los operadores buscando su objetivo visualmente, dando al lanzador la orientación hacia el objetivo y esperando que el buscador de misiles enganche el objetivo. Este principio de uso, similar al de misiles portátiles del tipo Stinger, no era muy adecuado para eliminar a un helicóptero de ataque soviético que se oculta detrás de árboles, edificios o terreno.
En 1977 FMC y Texas Instruments iniciaron un proyecto para brindar al Chaparral capacidades todo tiempo, agregando una cámara FLIR. En las pruebas el misil también empleó un nuevo propulsor sin humo, que mejoró significativamente la visión posterior al disparo y facilitó el disparo posterior de misiles. Las actualizaciones con FLIR se llevaron a cabo a partir de septiembre de 1984. Los misiles existentes fueron equipados con el nuevo propulsor y se convirtieron en MIM-72E, mientras que los nuevos modelos fueron designados MIM-72F a pesar de ser idénticos.
La última modificación fue realizada en 1980. Se sustituyó el buscador por el mucho más potente del FIM-92 Stinger. La entrega de esta nueva versión MIM-72G comenzó a partir de 1982, y todos los misiles existentes fueron convertido a este estándar. Hacía 1981 el sistema ya había comenzado a retirarse del servicio en el ejército y fue entregado a la Guardia Nacional.
Sólo se desarrollaron dos versiones para la exportación: el MIM-72H, (derivado del MIM-72F) y el MIM-72J, versión con prestaciones limitadas del MIM-72G, la más moderna que tuvo en servicio Estados Unidos.

## Usuarios
- Egipto
- Israel
- Marruecos
- Portugal
- Taiwán
- Túnez
- Estados Unidos
- Ecuador